# 9g-9-Theorem

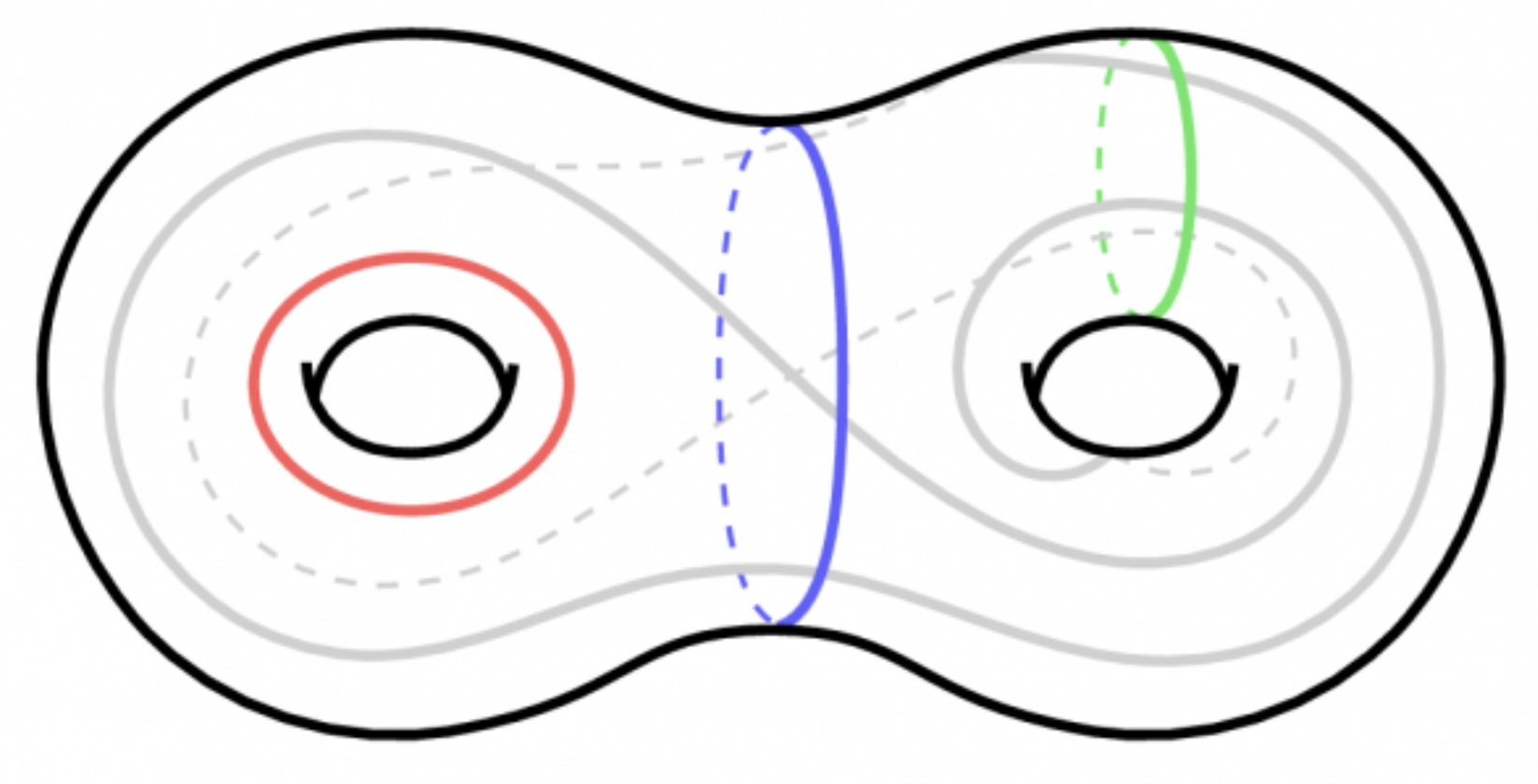
Das Bild zeigt vier geschlossene Kurven auf einer Fläche vom Geschlecht. Nach dem -Theorem gibt es auf dieser Fläche neun geschlossene Kurven, deren Längen jede hyperbolische Metrik eindeutig festlegen.

Das {\displaystyle 9g-9}-Theorem ist ein Theorem der Mathematik aus der hyperbolischen Geometrie von Flächen.
Hyperbolische (d. h. konstant negativ gekrümmte, {\displaystyle K\equiv -1}) Metriken auf Flächen sind eindeutig festgelegt durch die Längen geschlossener Kurven auf der Fläche in dieser Metrik (d. h. die Längen der eindeutigen geschlossenen Geodäten in der Homotopieklasse der Kurve). Man kann nun fragen, die Längen wievieler solcher geschlossener Geodäten man kennen muss, um die hyperbolische Metrik bereits eindeutig festzulegen. Das {\displaystyle 9g-9}-Theorem gibt darauf die Antwort, dass man {\displaystyle 9g-9} geschlossene Kurven findet, so dass eine hyperbolische Metrik bereits durch die Längen der entsprechenden {\displaystyle 9g-9} geschlossenen Geodäten eindeutig festgelegt ist.

## Aussage des Theorems
Es besagt, dass auf einer (geschlossenen, orientierbaren) Fläche vom Geschlecht {\displaystyle g} eine Menge von {\displaystyle 9g-9} geschlossenen Kurven existiert, durch deren Längen jede hyperbolische Metrik auf der Fläche eindeutig festgelegt wird.
Der Satz liefert also eine Einbettung des Teichmüller-Raums in den {\displaystyle \mathbb {R} ^{9g-9}}, die allerdings nur injektiv und nicht surjektiv ist. Ein (bijektiver) Diffeomorphismus des Teichmüller-Raums mit {\displaystyle \mathbb {R} ^{3g-3}\times \mathbb {R} _{+}^{3g-3}} wird stattdessen durch die Fenchel-Nielsen-Koordinaten realisiert, welche einer ausgewählten Menge von {\displaystyle 3g-3} geschlossenen Kurven die Länge und den Twist-Parameter der entsprechenden geodätischen Linien (Geodäten) zuordnen.
Der Satz verallgemeinert sich auf (orientierbaren) Flächen vom Geschlecht {\displaystyle g} mit {\displaystyle n} Spitzen, für welche die Längen von {\displaystyle 3(3g-3+n)} geschlossenen Geodäten benötigt werden. Hamenstädt hat gezeigt, dass die hyperbolische Metrik auf geschlossenen Flächen sogar mit nur {\displaystyle 6g-5} geschlossenen Geodäten festgelegt werden kann, während {\displaystyle 6g-6} Geodäten dafür nicht ausreichen. Für geschlossene Flächen mit Spitzen benötigt man {\displaystyle 6g-5+2n} Geodäten.

## Satz

### Notation
- {\displaystyle S} ist eine topologische Fläche, {\displaystyle S_{g,n}} ist eine topologische Fläche mit Geschlecht {\displaystyle g} und {\displaystyle n} entfernten Punkten. Wurden keine Punkte entfernt, schreiben wir {\displaystyle S_{g}:=S_{g,0}}.
- {\displaystyle {\mathcal {T}}(S):=\{(S,w)\}/\sim } bezeichnet den Teichmüller-Raum von {\displaystyle S}, der Raum der Isotopie-Äquivalenzklassen der markierten Riemannschen Flächen {\displaystyle (S,w)}. Wenn die Euler-Charakteristik {\displaystyle \chi (S)} negativ ist, ist jedes Element eine hyperbolische Metrik.
- {\displaystyle {\mathcal {S}}} ist die Menge der Isotopie-Klassen von essentiellen einfach geschlossenen Kurven in {\displaystyle S}.
- {\displaystyle {\mathfrak {X}}=[S,w]\in {\mathcal {T}}(S)} ist ein Element aus dem Teichmüller-Raum, das heißt eine (beliebige) Äquivalenzklasse.
- {\displaystyle \ell _{\mathfrak {X}}:{\mathcal {S}}\to \mathbb {R} _{+}} ist eine Längen-Funktion. Sei {\displaystyle {\mathfrak {X}}\in {\mathcal {T}}(S)} eine Äquivalenzklasse und {\displaystyle (S,w)\in {\mathfrak {X}}} und {\displaystyle c\in {\mathcal {S}}} eine Isotopie-Klasse. Dann ist {\displaystyle \ell _{\mathfrak {X}}(c)} die Länge der eindeutigen Geodäte in {\displaystyle X} in der Isotopie-Klasse {\displaystyle w(c)}.
- {\displaystyle \mathbb {R} ^{\mathcal {S}}} bezeichnet die Menge der reellen Funktionen auf {\displaystyle {\mathcal {S}}}.

Das Theorem sagt im Wesentlichen, dass die Abbildung {\displaystyle \ell :{\mathcal {T}}(S)\to \mathbb {R} ^{\mathcal {S}}} definiert durch
{\displaystyle {\mathfrak {X}}\mapsto \ell _{\mathfrak {X}}}
nicht nur injektiv ist – in anderen Worten eine Äquivalenzklasse {\displaystyle [S,w]} aus dem Teichmüller-Raum komplett durch die geodätischen Längen in {\displaystyle X} der einfach geschlossenen Kurve in {\displaystyle S} charakterisiert wird – sondern dass bereits die Werte auf {\displaystyle 9g-9} geschickt ausgewählten Elementen von {\displaystyle S} genügen, um das Urbild in {\displaystyle {\mathcal {T}}(S)} eindeutig festzulegen.

### Aussage
Es existiert eine Menge von einfach geschlossenen Kurven {\displaystyle \{\delta _{1},\dots ,\delta _{9g-9}\}} in {\displaystyle S_{g}}, so dass die Abbildung {\displaystyle \ell ^{(9g-g)}:{\mathcal {T}}(S_{g})\to \mathbb {R} ^{9g-9}} definiert durch
{\displaystyle {\mathfrak {X}}\mapsto (\ell _{\mathfrak {X}}(\delta _{1}),\dots ,\ell _{\mathfrak {X}}(\delta _{9g-9}))}
injektiv ist.